# 수페레탄
수페레탄(스웨덴어: Superettan)은 스웨덴 프로 축구 리그 단계에서 2부 리그에 해당하며, 2000년 창설되었다. 16개 구단이 참가하여 상위 두 팀은 알스벤스칸으로 직행하며, 3위팀은 알스벤스칸 13위팀과 승격 플레이오프를 통해 승격 여부가 결정된다. 하위 두 팀은 에탄으로 강등되며, 13, 14위팀은 에탄의 3, 4위팀과 승강 플레이오프를 통하여 강등 혹은 잔류가 결정된다. 4월부터 그 해 10월까지 치러지며, 팀 당 30경기 총 240경기를 치르게 된다.

## 같이 보기
- 알스벤스칸
- 엘리테탄